# Ci Sadane
Ci Sadane är ett vattendrag i Indonesien.   Det ligger i provinsen Jawa Barat, i den västra delen av landet, 30 km nordväst om huvudstaden Jakarta.